# レオ・カイリー
レオ・パトリック・カイリー（Leo Patrick Kiely , 1929年11月30日 - 1984年1月18日）は、アメリカ合衆国ニュージャージー州ホーボーケン出身のプロ野球選手（投手）。
実働1か月ながら、日本プロ野球史上初の現役メジャーリーガーの外国人選手である。

## 経歴
1948年にボストン・レッドソックスと契約。1951年にメジャーリーグに初昇格し、同年は7勝7敗・防御率3.34の成績を挙げるも、翌1952年に兵役に就き、進駐軍として来日し朝霞基地（キャンプ東京）に配属される。
毎日オリオンズ二軍が練習試合として朝霞基地のアメリカ兵チームと対戦していたが、しばしば敗戦を喫しており、その時に投げていたのがカイリーであった（カイリーは在京球団の二軍相手に18勝1敗であったともいう）。1953年に投手不足に悩んでいた毎日オリオンズは、メジャーリーグで投手経験を持つカイリーに目を付けた。監督の若林忠志が知人の在日米軍関係者を通じて、カイリーに毎日でのプレーを要請。最終的に毎日の球団代表・黒崎貞次郎がカイリー獲得を決定。しかし、軍を除隊させてまで入団させるわけにはいかないので、同じ基地勤務だったチャーリー・フッド（フッドはメジャー経験なし）と共に、軍に籍を置きながら休日とナイトゲームのみ出場という、いわばアルバイトでの選手契約を交わした。なお、カイリーの報酬は1日10万円という破格の待遇であった。
同年8月8日の西鉄ライオンズ戦でリリーフとして初登板すると4回3失点と打たれるが、三宅宅三が逆転打を放ち初勝利を飾る。この試合ではウォーミングアップ不足のためか、コントロールに欠け、捕手との折り合いもつかず、苦心の投球だった。しかし、以降はほとんど危なげない投球で、8月だけで6試合に登板して6連勝（うち完封1）を挙げ、防御率も1.80と抑えた。外国人投手による来日初登板からの連勝記録としては、長らくこの6連勝が最高記録であった（2015年に福岡ソフトバンクホークスのリック・バンデンハークが更新）。打撃面でも19打数10安打、打率.526を記録しており、登板した試合以外でも代打でも1試合に出場している。チームに合流するのは試合の当日だけだった。遠征の時はアメリカ軍のヘリコプターに乗ってやってきて球場のグラウンドに着陸し、ブルペンで少し投球練習した後すぐ試合に投げる感じだったという。
もともと、閉幕までプレーを予定していたが、この年の7月に朝鮮戦争の休戦協定が調印され、在日アメリカ軍の兵力が削減されていく中、9月3日にカイリーに除隊命令が出て立川航空基地から空路で帰国することになり、突然の退団となった。退団にあたってチームメイトに挨拶する余裕もなく、球団経由で「日本で野球を楽しませてもらったことは、僕のよい思い出になるだろう」とのコメントを残している。なお、カイリーの活躍が極めて顕著だったため、カイリーの帰国後に雇用形態に問題があるという建前で、1954年2月5日付で福井盛太コミッショナーより「進駐軍選手のアルバイト登板禁止」の通達が出される事となった。
1954年にレッドソックスでメジャー復帰し、先発陣に入って5勝（8敗）を挙げる。翌1955年からリリーフに移り、1958年には自己最多の12セーブを記録した。1960年にカンザスシティ・アスレチックスに移籍し、同年限りで現役引退。
1984年1月18日に癌のため死去。54歳没。

## プレースタイル
左腕からのサイドスロー気味の少し変則的な投球フォームだが、腕がしなって球が出てくるのが遅く、投球が見づらかった。右打者の外角、左打者の内角を突く、スクリューボールに威力があった。バッテリーを組んだ土井垣武によると、スクリューボールと言うよりは直球が自然に変化している感じだった、またサインは直球とカーブの二種類だけだったという。速球派ではなく、球の切れで勝負するタイプであったとみられる。

## 詳細情報

### 年度別投手成績
| 年 度    | 球 団    | 登 板 | 先 発 | 完 投 | 完 封 | 無 四 球 | 勝 利 | 敗 戦 | セ 丨 ブ | ホ 丨 ル ド | 勝 率 | 打 者 | 投 球 回 | 被 安 打 | 被 本 塁 打 | 与 四 球 | 敬 遠 | 与 死 球 | 奪 三 振 | 暴 投 | ボ 丨 ク | 失 点 | 自 責 点 | 防 御 率 | W H I P |
| -------- | -------- | ----- | ----- | ----- | ----- | -------- | ----- | ----- | -------- | ----------- | ----- | ----- | -------- | -------- | ----------- | -------- | ----- | -------- | -------- | ----- | -------- | ----- | -------- | -------- | ------- |
| 1951     | BOS      | 17    | 16    | 4     | 0     | --       | 7     | 7     | 0        | --          | .500  | 474   | 113.1    | 106      | 9           | 39       | --    | 2        | 46       | 3     | 0        | 48    | 42       | 3.34     | 1.28    |
| 1953     | 毎日     | 6     | 5     | 3     | 1     | 1        | 6     | 0     | --       | --          | 1.000 | 183   | 45.0     | 36       | 2           | 15       | --    | 6        | 32       | 0     | 0        | 14    | 9        | 1.80     | 1.13    |
| 1954     | BOS      | 28    | 19    | 4     | 1     | 0        | 5     | 8     | 0        | --          | .385  | 589   | 131.0    | 153      | 12          | 58       | --    | 1        | 59       | 0     | 1        | 74    | 51       | 3.50     | 1.61    |
| 1955     | BOS      | 33    | 4     | 0     | 0     | 0        | 3     | 3     | 6        | --          | .500  | 384   | 90.0     | 91       | 5           | 37       | 5     | 0        | 36       | 1     | 1        | 31    | 28       | 2.80     | 1.42    |
| 1956     | BOS      | 23    | 0     | 0     | 0     | 0        | 2     | 2     | 3        | --          | .500  | 155   | 31.1     | 47       | 1           | 14       | 5     | 2        | 9        | 0     | 0        | 25    | 18       | 5.17     | 1.95    |
| 1958     | BOS      | 47    | 0     | 0     | 0     | 0        | 5     | 2     | 12       | --          | .714  | 332   | 81.0     | 77       | 3           | 18       | 3     | 2        | 26       | 0     | 0        | 31    | 27       | 3.00     | 1.17    |
| 1959     | BOS      | 41    | 0     | 0     | 0     | 0        | 3     | 3     | 7        | --          | .500  | 249   | 55.2     | 67       | 8           | 18       | 3     | 1        | 30       | 1     | 0        | 26    | 26       | 4.20     | 1.53    |
| 1960     | KCA      | 20    | 0     | 0     | 0     | 0        | 1     | 2     | 1        | --          | .333  | 86    | 20.2     | 21       | 1           | 5        | 0     | 1        | 6        | 0     | 0        | 4     | 4        | 1.74     | 1.26    |
| MLB：7年 | MLB：7年 | 209   | 39    | 8     | 1     | 0        | 26    | 27    | 29       | --          | .491  | 2269  | 523.0    | 562      | 39          | 189      | 16    | 9        | 212      | 5     | 2        | 239   | 196      | 3.37     | 1.44    |
| NPB：1年 | NPB：1年 | 6     | 5     | 3     | 1     | 1        | 6     | 0     | --       | --          | 1.000 | 183   | 45.0     | 36       | 2           | 15       | --    | 6        | 32       | 0     | 0        | 14    | 9        | 1.80     | 1.13    |

### 記録
NPB
- 初登板・初勝利：1953年8月8日、対西鉄ライオンズ戦（甲府市緑が丘スポーツ公園）
- 初先発・初完投勝利：1953年8月11日、対東急フライヤーズ戦（後楽園球場）
- 初完封：1953年8月30日、対東急フライヤーズ戦（京都市西京極総合運動公園野球場）

### 背番号
- 25 （1951年）
- 50 （1953年）
- 19 （1954年 - 1956年）
- 17 （1958年 - 1959年）
- 32 （1960年）
- 34 （1960年）